# Герб Уваровского района
Герб муниципального образования Ува́ровский район Тамбовской области Российской Федерации.
Герб района утверждён 28 июня 2011 года Решением Уваровского районного совета народных депутатов Тамбовской области № 324.
Герб подлежит внесению в Государственный геральдический регистр Российской Федерации.

## Описание герба
«В зелёном поле золотое, с пурпурными плодами вишнёвое дерево, ствол которого у самого основания разделяется на четыре тонких, многократно переплетающихся стебля с листвой и плодами на концах, причём два стебля короткие, расположенные веерообразно, а два длинные, листва на концах которых — вверху и сливается в единую крону; сопровождаемое в оконечности — узким волнистым серебряным поясом, а по сторонам — двумя золотыми, с черными полосами на брюшке, пчёлами. В вольной части щита — герб Тамбовской области. Щит увенчан муниципальной короной установленного образца».

## Обоснование символики герба
В районе достаточно много вишнёвых садов, а также развито бортничество, поэтому в гербе стилизованное изображение дерева.
Учитывая, что в древние года эта территория относилась к засечной черте, то в рисунке дерева изображены как бы ловушки, которые использовались пограничными сторожами, 
Серебряный пояс — река Ворона.

## История герба

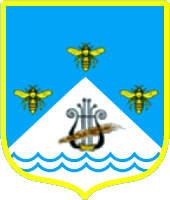
Герб Уваровского района (2006 год)

Первый герб Уваровского района был утверждён 31 января 2006 года решением Уваровского Совета народных депутатов Тамбовской области № 167.
Герб имел следующий вид: «в лазуревом поле серебряная пирамида, обременённая лирой и двумя лазуревыми волнами (нитевидными волнообразными поясами) и сопровождённая тремя золотыми пчёлами».
Пчелы олицетворяют трудолюбие, бережливость. Лазоревое поле характеризует природную чистоту, честность, верность. Золотой колос служит символом трудолюбия и изобилия. Лира символизирует богатое музыкальное наследие.
В 2011 году Уваровский районный Совет народных депутатов утвердил новый герб и признал утратившим силу решение от 31.01.2006 г. № 167 «О Положении о гербе Уваровского района Тамбовской области».